# Hôtel Jumeirah Beach
L'hôtel Jumeirah Beach (en anglais : Jumeirah Beach Hotel) est un hôtel de Dubaï, aux Émirats arabes unis. Inauguré en 1997, il est lié à la chaîne hôtelière Jumeirah qui dispose également à proximité du Palm Jumeirah. L'hôtel comprend 598 chambres et suites, 19 villas en bord de mer, 20 restaurants et bars. Cet hôtel en forme d'onde complète le Burj al-Arab, adjacent à l'hôtel Jumeirah Beach.
L'hôtel occupe un emplacement sur la plage. Les visiteurs de l'hôtel ont un total de 33 800 mètres carrés de plage pour leur utilisation. À côté de l'hôtel se trouve le Wild Wadi Water Park. Tous les clients de l'hôtel ont un accès illimité au parc aquatique.
La zone en bord de mer où l'hôtel Burj al-Arab et Jumeirah Beach est situé était déjà appelé Chicago Beach. L'hôtel est situé sur une île de terre récupérée au large de la plage de l'ancien Chicago Beach Hotel. Le nom de la localisation avait ses origines dans le Chicago Bridge & Iron Company, un pétrolier à combustible flottant soudé à l'eau sur le site.
L'ancien nom persistait après que le vieux hôtel ait été démoli en 1997 depuis que Dubai Chicago Beach Hotel était le nom du projet public pour la phase de construction de l'hôtel Burj Al Arab jusqu'à ce que le Sheikh Mohammed bin Rashid Al Maktoum annonce le nouveau nom.

Une fois terminé en 1997, l'hôtel Jumeirah Beach mesure 93 mètres de haut, ce qui en fait le 9ème bâtiment le plus haut de Dubaï. Aujourd'hui, il est classé plus bas que le 100e bâtiment le plus haut. Malgré ses classements inférieurs, l'hôtel reste un point de repère de Dubaï.